# Llista de Creus de Sant Jordi/1983/Entitats
 Entitats 
Informació actualitzada per un bot. Els canvis manuals es perdran quan s'actualitzi!
| Entitat                                              | Wikidata  | Descripció                                                       | Imatge |
| ---------------------------------------------------- | --------- | ---------------------------------------------------------------- | ------ |
| Centre de Lectura de Reus                            | Q212595   | biblioteca i entitat cultural a Reus                             |        |
| monestir de Montserrat                               | Q771935   | monestir benedictí situat a la muntanya de Montserrat            |        |
| Centre Excursionista de Catalunya                    | Q3753211  | entitat excursionista, científica, literària i cultural catalana |        |
| Acadèmia de Ciències Mèdiques de Catalunya i Balears | Q11904055 | institució mèdica cultural independent                           |        |
| Escola Pia de Catalunya                              | Q11919756 | demarcació territorial de l'ordre de l'Escola Pia                |        |
| Unió Excursionista de Catalunya Agrupació Esportiva  | Q11954040 |                                                                  |        |